# Théâtre-Lyrique
Benämningen Théâtre-Lyrique har över tid använts för ett antal scenlokaler i Paris.
- Den första låg på 72 Boulevard du Temple (idag 10 Place de la République). Den öppnades 1847 som Théâtre-Historique[1] men bytte 1852 namn till Théâtre-Lyrique och revs 1863. Bland teaterdirektörerna kan nämnas Hippolyte Hostein åren 1847–1850 och Édouard Brisebarre åren 1862–1863.
- Den andra låg vid Place du Châtelet, där dagens Théâtre de la Ville ligger. Den byggdes 1860–1862 och brann 1871, återuppbyggdes 1874 och fick namnet Théâtre-Lyrique-Dramatique, sedan Théâtre-Historique.
- Den tredje, på 17 Rue Scribe, invigdes 1866 som Athénée. Den fick namnet Théâtre-Lyrique i september 1871, sedan Théâtre-Lyrique-National våren eller sommaren 1872 under Louis Martinets tid som direktör. Den stängde 1883.